# Yun Mi-Jin
Yun Mi-Jin, južnokorejska lokostrelka, * 30. april 1983. 
Sodelovala je na lokostrelskem delu poletnih olimpijskih igrah leta 2004, kjer je osvojil prvo mesto v individualni in prvo mesto v ekipni konkurenci.